# Huangshi
Huangshi (en xinès simplificat: 黄石, xinès tradicional: 黃石, pinyin: Huángshí, transcripció antiga: Hwangshih) és una ciutat-prefectura del sud-est de la província de Hubei, a la Xina. Segons el cens de 2010 té una població de 2.429.318 habitants, dels quals 1.601.687 viuen a l'aglomeració urbana formada pels quatre districtes urbans i la ciutat de Daye.

## Geografia
Huangshi se situa a la riba sud-oest d'un dels meandres més grans del riu Iang-Tsé. És a uns 100 quilòmetres al sud-est de Wuhan, la capital provincial, i limita amb la província de Jiangxi al sud. Té una superfície d'uns 4600 quilòmetres quadrats. El terreny inclou petites muntanyes i turons, la més alta de les quals és a 860 metres sobre el nivell del mar. Huangshi inclou molts llacs importants. El clima és subtemperat.

## Història
L'any 845 aC Huang Meng (黃孟) o Huang Zhang (黃璋) va traslladar la capital de l'estat de Huang de Yicheng a Huangchuan (a l'actual província de Henan). Els descendents de Huang Xi van governar l'estat de Huang fins a 648 aC en què fou conquerit per l'estat de Chu. Llavors el marquès de Huang, Huang Qisheng (黃企生), va fugir a l'Estat de Qi. El poble de Huang, en canvi, es va haver de traslladar a Chu, i es va assentar a l'actual província de Hubei, en una regió anomenada Prefectura de Jiangxia (江夏郡) durant la Dinastia Han.

## Subdivisió
Huanggang es divideix en 4 districtes, 1 ciutat-xian i 1 xian:
- Districte de Huangshigang (黄石港区)
- Districte de Xisaishan (西塞山区)
- Districte de Xialu (下陆区)
- Districte de Tieshan (铁山区)
- Ciutat de Daye (大冶市)
- Xian de Yangxin (阳新县)

| Mapa                                                      |
| --------------------------------------------------------- |
| Huangshigang Xisaishan Xialu Tieshan Xian de Yangxin Daye |